# Nhà biểu diễn nhạc Walt Disney
Nhà biểu diễn nhạc Walt Disney (tiếng Anh: Walt Disnney Concert Hall) là một sảnh hòa nhạc ở số 111 Nam Grand Avenue Los Angeles, California, Hoa Kỳ. Công trình này là sảnh thứ tư của Trung tâm Âm nhạc Los Angeles và do kiến trúc sư Frank Gehry thiết kế. Được bao quanh bởi Phố Hope, Đại lộ Grand và các Phố 1 và 2, nhà hát có sức chứa 2.265 người và phục vụ, trong số các mục đích khác, như là nhà của dàn nhạc Los Angeles Philharmonic và Los Angeles Master Chorale. Hội trường là sự dung hòa giữa cấu hình chỗ ngồi kiểu vườn nho, như Berliner Philharmonie của Hans Scharoun, và thiết kế kiểu hộp đựng giày cổ điển như Vienna Musikverein hoặc Boston Symphony Hall.
Ý tưởng xây dựng trung tâm hoà nhạc được bắt đầu bằng tình yêu âm nhạc của hai vợ chồng nhà Disney. Bà Lillian Disney (vợ của Walt Disney), sau khi chồng qua đời, đã đóng góp 50 triệu USD vào năm 1987 trong tổng chi phí 276 triệu USD để xây dựng một trung tâm hoà nhạc. Cả phong cách kiến trúc của Frank Gehry và âm thanh của nhà biểu diễn nhạc được thiết kế bởi Nagata Minoru, phần cuối cùng được giám sát bởi trợ lý và người bảo trợ của Nagata là Toyota Yasuhisa, đã được đánh giá cao trong tương phản với nhà hát trước là Dorothy Chandler Pavilion.

## Kiến trúc

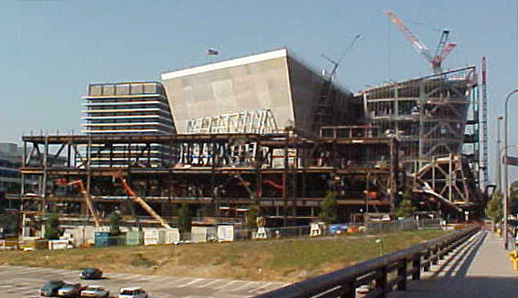
Disney Hall đang trong quá trình xây dựng, ngày 14 tháng 7 năm 2001.

Sau khi hoàn thành vào năm 2003, dự án có chi phí ước tính là 274 triệu USD; riêng nhà để xe đã tiêu tốn 110 triệu đô la. Phần còn lại của tổng chi phí được chi trả bởi các khoản đóng góp tư nhân, trong đó khoản đóng góp của gia đình Disney ước tính lên tới 84,5 triệu đô la và 25 triệu đô la khác từ Công ty Walt Disney. Để so sánh, ba hội trường hiện có của Trung tâm Âm nhạc trị giá 35 triệu đô la vào những năm 1960 (khoảng 330 triệu đô la vào năm 2021).

## Khán thính phòng

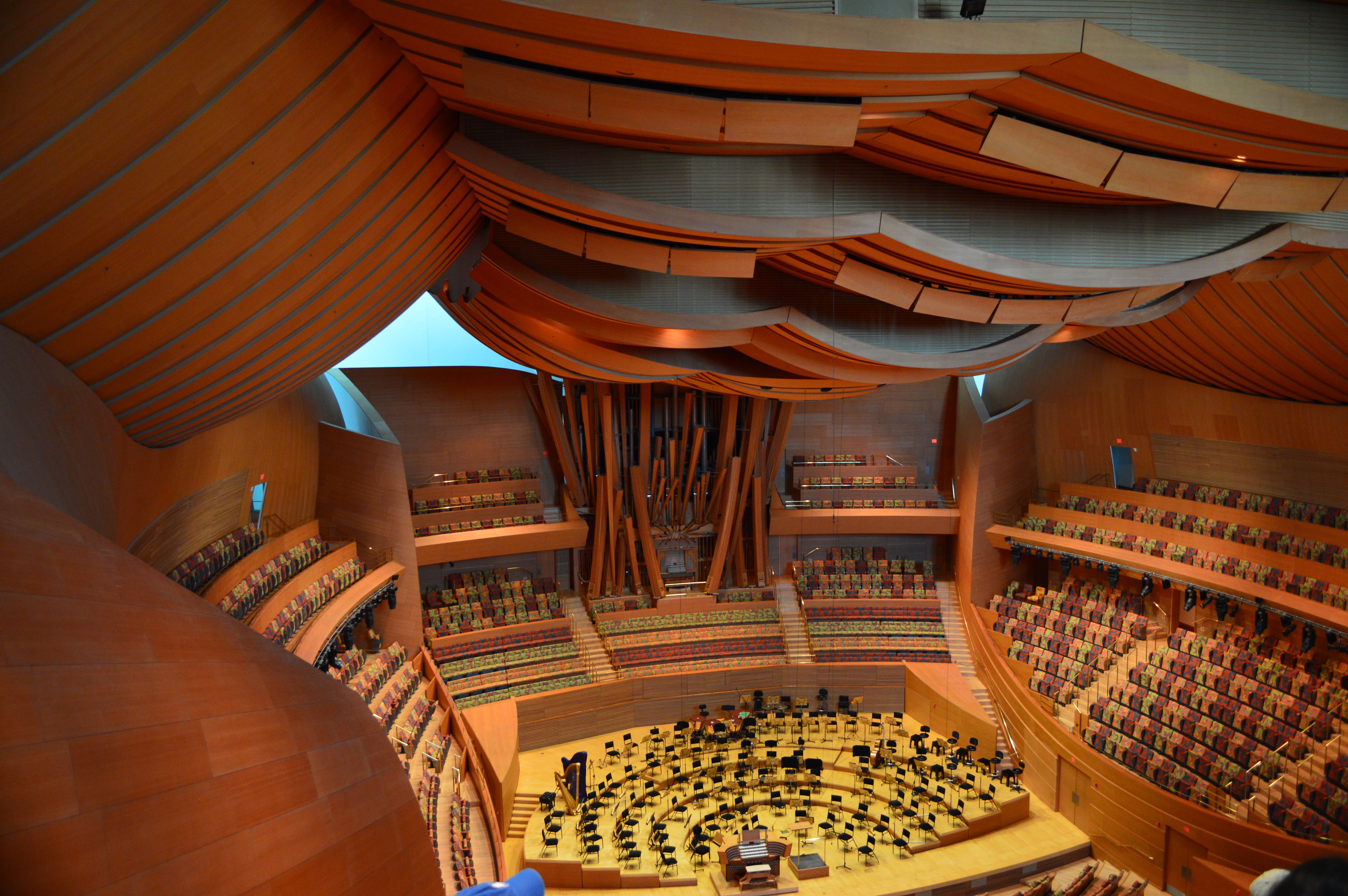
Khán thính phòng

Khi việc xây dựng hoàn thành vào mùa xuân năm 2003, Philharmonic đã hoãn việc khai trương cho đến mùa thu, dành mùa hè cho dàn nhạc và Master Chorale có thể thích nghi với khán phòng mới. Những người biểu diễn và các nhà phê bình đồng ý rằng rất đáng để dành thêm thời gian trước thời điểm hội trường mở cửa cho công chúng. Trong các buổi diễn tập mùa hè, vài trăm khách VIP đã được mời đến, bao gồm các nhà tài trợ, thành viên hội đồng quản trị và các nhà báo. Viết về những buổi diễn tập này, nhà phê bình âm nhạc người Thụy Điển, Mark, của tờ Los Angeles Times đã viết như sau:
Dàn nhạc cuối cùng cũng có [buổi tập] ở Disney, đó là tập luyện vở ba lê được dàn dựng tài tình của Ravel, Daphnis và Chloé. ... Lần này, hội trường trở nên sống động một cách kỳ diệu. Trước đó, âm thanh của dàn nhạc, tuyệt vời như nó vốn có, dường như bị giới hạn trong sân khấu. Giờ đây, một chiều âm thanh mới đã được thêm vào, và mỗi inch vuông không khí trong tòa nhà Disney đều rung lên một cách vui vẻ. Toyota nói rằng ông chưa bao giờ trải nghiệm sự khác biệt về âm thanh như vậy giữa buổi diễn tập đầu tiên và lần thứ hai trong bất kỳ hội trường nào mà ông thiết kế ở quê nhà Nhật Bản. Salonen khó tin vào tai mình. Trước sự ngạc nhiên của mình, ông phát hiện ra rằng có những ghi chú sai trong các phần in của Ravel trên khán đài của người chơi. Dàn nhạc đã sở hữu những bản nhạc này trong nhiều thập kỷ, nhưng trong Chandler, không có nhạc trưởng nào từng nghe đủ rõ các chi tiết bên trong để nhận ra những sai sót.

## Vấn đề về phản chiếu

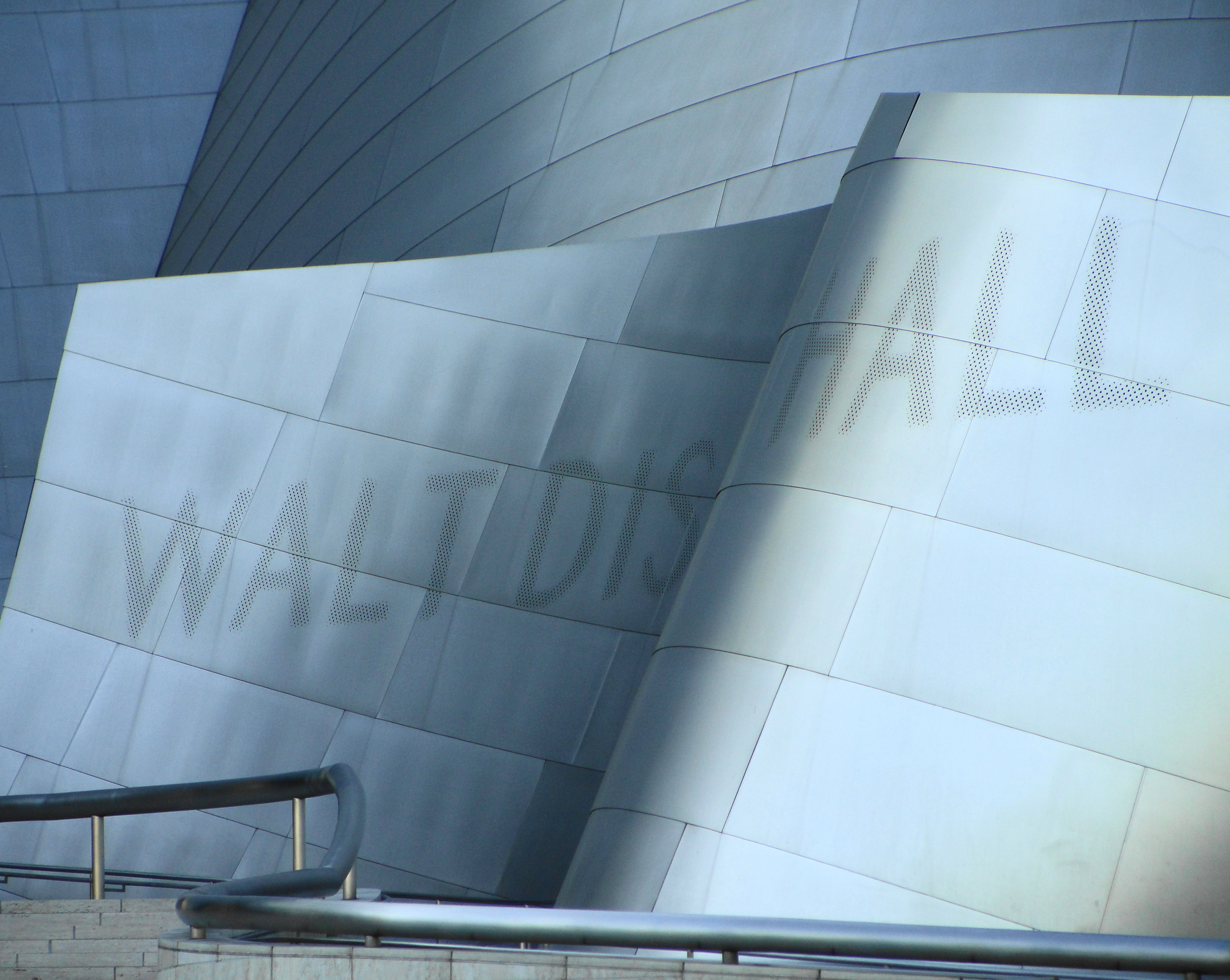
Biển hiệu Walt Disney Concert Hall

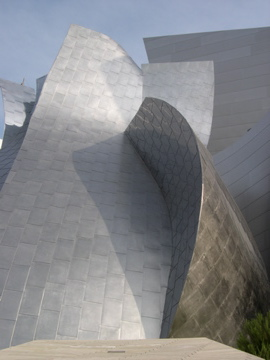
Mặt ngoài của phòng Sáng lập sau khi làm lại các tấm.

Ban đầu, Frank Gehry đã thiết kế Nhà biểu diễn nhạc Disney với mặt tiền bằng đá, vì "vào ban đêm đá sẽ phát sáng", ông nói với người phỏng vấn Barbara Isenberg. "Disney Hall sẽ đẹp vào ban đêm nếu nó làm bằng đá. Nó sẽ thật tuyệt. Nó sẽ rất thân thiện. Kim loại vào ban đêm sẽ tối. Không, sau khi họ nhìn thấy Bilbao, chúng phải làm bằng kim loại"
Sau khi xây dựng, các sửa đổi đa phần là ở mặt ngoài Phòng sáng lập; trong khi hầu hết mặt ngoài của tòa nhà được thiết kế bằng thép không gỉ với lớp hoàn thiện mờ, Phòng sáng lập và Nhà hát tròn dành cho trẻ em được thiết kế với các tấm gương bóng bẩy. Độ phản chiếu của bề mặt được khuếch đại bởi các phần lõm của các bức tường Phòng sáng lập. Một số cư dân của các chung cư lân cận bị chói do ánh sáng mặt trời phản chiếu các bề mặt này và tập trung theo cách tương tự như gương parabol. Sức nóng gây ra khiến một số căn phòng của các chung cư gần đó trở nên nóng không thể chịu nổi, khiến chi phí điều hòa không khí của những căn hộ này tăng vọt và tạo ra các điểm nóng trên các vỉa hè liền kề đến 140 °F (60 °C). Nguy cơ tai nạn giao thông cũng tăng lên do ánh sáng mặt trời chói mắt phản chiếu từ các bề mặt bóng loáng. Sau những khiếu nại từ các tòa nhà và cư dân lân cận, chủ sở hữu đã yêu cầu Gehry Partners đưa ra giải pháp. Phản ứng của họ là phân tích trên máy tính về các bề mặt của tòa nhà để xác định các tấm bị chói. Năm 2005, chúng đã được làm mờ bằng cách chà nhám nhẹ để loại bỏ ánh sáng không mong muốn.

## Trong văn hóa đại chúng
- Sảnh từng bị giả mạo trong phim The Simpsons; tập "The Seven-Beer Snitch", Gehry tự lồng tiếng trong tập phim về thị trấn Springfield, họ yêu cầu ông thiết kế một Nhà biểu diễn nhạc mới cho thị trấn.[12] Nhà biểu diễn nhạc của ông sau đó bị Burns biến thành nhà tù. Nhân vật Snake cuối cùng đã trốn thoát khỏi nhà tù khi nói: "Không nhà tù nào do Frank Gehry thiết kế có thể giam giữ tôi!"
- Buổi ra mắt phim đầu tiên tại Nhà biểu diễn nhạc là vào năm 2003, khi The Matrix Revolutions tổ chức buổi ra mắt thế giới.[13]
- Nhà biểu diễn nhạc Walt Disney được giới thiệu ngắn gọn trong phần mở đầu của bộ phim kinh dị tội phạm Collateral (2004). Nhân vật chính của phim là Max Durocher (Jamie Foxx), chở một cặp đôi đang cãi vã (Debi Mazar và Bodhi Elfman) trong xe của anh ấy.
- Sảnh từng được giới thiệu trong trò chơi điện tử Midnight Club: Los Angeles.
- Trong khoảnh khắc mở đầu của "Day 6" của 24, một kẻ đánh bom liều chết đã phá hủy một chiếc xe buýt ở gần Nhà biểu diễn nhạc .
- Bộ phim năm 2007 Fracture có một cảnh tại Nhà biểu diễn nhạc.[14]
- Nhà biểu diễn nhạc từng là nơi Ellen DeGeneres tổ chức American Idol trong tuần lễ đặc biệt Idol Gives Back. Rascal Flatts, Kelly Clarkson và Il Divo đã biểu diễn ở đây.
- Tòa nhà này cũng được sử dụng chớp nhoáng trong phim Iron Man (2008) cho bữa tiệc của Stark Industries.[15]
- Phần cuối của bộ phim Get Smart (2008) được quay tại Nhà biểu diễn nhạc.[16]
- Trong hình ảnh quảng bá cho bộ phim truyền hình Shark, dàn diễn viên đứng trước Nhà biểu diễn nhạc.
- Trong phiên bản gốc của bộ phim truyền hình Mỹ được làm lại là Life on Mars, Hội trường nổi bật trong cảnh Sam du hành trở lại năm 1972. Đó là một biểu tượng của cảnh quan cực kỳ hiện đại mà Sam sắp bỏ lại phía sau.
- Trên Everyday Italian, Giada De Laurentiis chuẩn bị đồ ăn cho gia đình và bạn bè của cô ấy trước khi cô đến đó.
- "One Hour", tập mùa thứ 3 của NUMB3RS, giới thiệu Nhà biểu diễn nhạc. Cảnh hành động bắt đầu bên ngoài hội trường, và sau một chuỗi dài các sự kiện xung quanh thị trấn, FBI bắt đầu tiến vào bên trong hội trường để giải cứu một cậu bé khỏi những kẻ bắt giữ cậu.
- Cả bên trong và bên ngoài của tòa nhà đều được quay toàn bộ trong quá trình sản xuất bộ phim The Soloist năm 2009.[17]
- Nhà biểu diễn nhạc từng là nơi quay video ca nhạc Boomkat hư cấu trong Melrose Place củaCW.
- Chương trìnhBrothers and Sisters của ABC thường chiếu cảnh bên ngoài văn phòng của Thượng nghị sĩ Robert McCallister, bao gồm cả Nhà biểu diễn nhạc. Ngoài ra, Kitty đã cầu hôn Robert tại một buổi gây quỹ tổ chức tại hội trường.
- Tòa nhà xuất hiện trong bộ phim Alvin and the Chipmunks năm 2000.
- Tòa nhà đã được giới thiệu trong chương trình Life After People của History Channel, các miếng thép không gỉ của tòa nhà bảo vệ nó khỏi một trận cháy rừng.
- Bên ngoài được giới thiệu nổi bật trong bộ phim Celeste và Jesse Forever năm 2012 .
- Trong tập thứ năm của chương trình thực tế Pháp Amazing Race, các thí sinh của chương trình phải xác định  Bài hát của Disney một nghệ sĩ saxophone đang chơi bên ngoài Nhà biểu diễn nhạc.[18]
- Đây cũng là nơi quay các cảnh khác nhau trong các mùa mới nhất của Glee như một phần của học viện hư cấu NYADA (New York Academy of Dramatic Arts).
- Buổi hòa nhạc đêm khai mạc 2014–15 của Nhà biểu diễn nhạc, để tưởng nhớ nhà soạn nhạc người Mỹ John Williams, đã được ghi hình vào ngày 24 tháng 9 năm 2014 cho chương trình truyền hình đặc biệt A John Williams Celebration Gala.
- Tòa nhà đã được giới thiệu trong bộ phim Furious 7 năm 2015 trong một cuộc rượt đuổi.
- Trong loạt phim dành cho trẻ em SpongeBob SquarePants, Nhà biểu diễn nhạc Philharmonic có trong tập 10 "Snooze You Lose" được mô phỏng gần giống với Nhà biểu diễn nhạc Walt Disney.
- Tập thứ sáu của Top Chef: All-Stars L.A. có Nhà biểu diễn nhạc với các thí sinh được giao nhiệm vụ chuẩn bị các món ăn cho Los Angeles Philharmonic.[19]
- Tập thứ bảy của mùa thứ sáu và cuối cùng của Lucifer phát sóng vào năm 2021 có hội trường là nơi tổ chức đám cưới mang tính biểu tượng của chương trình và cảnh sau bữa tiệc.
- Sảnh xuất hiện trong tập phim "Outback at Ya!" của Mickey Mouse ở vị trí của Nhà hát Opera Sydney.
- Trong bộ phim Annette (2021), ngôi sao giọng nữ cao Ann Defrasnoux (Marion Cotillard) biểu diễn trong một vở opera hư cấu tại Nhà biểu diễn nhạc. Sparks, nhà văn kiêm nhà soạn nhạc của Annette, đã biểu diễn hai chương trình cháy vé trong hội trường vào tháng 2 năm 2022 bao gồm các bài hát trong phim.[20]
- Trong mùa thứ hai của Star Trek: Picard, tòa nhà được sử dụng làm chỗ đứng cho Phủ Tổng thống của Liên minh Trái đất.

## Thư viện ảnh

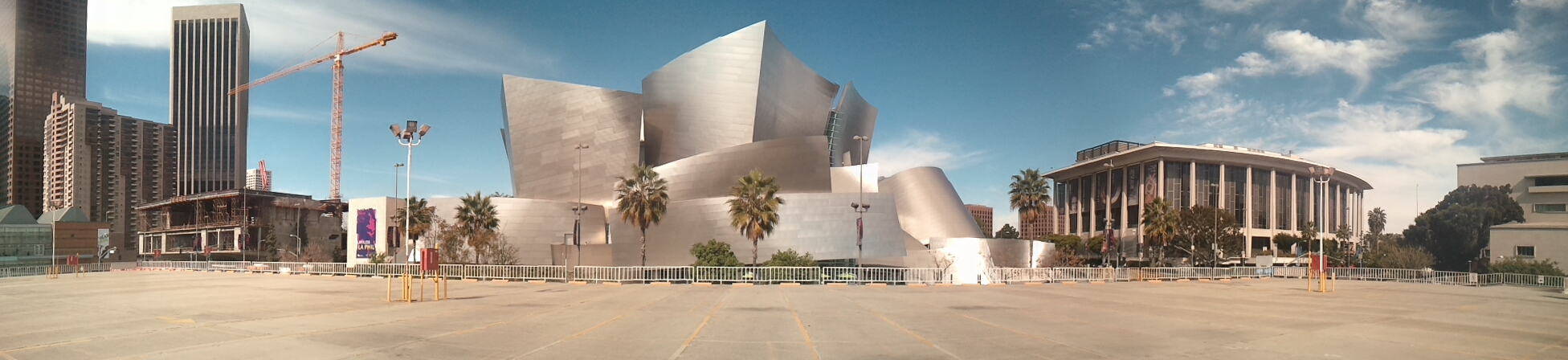
Toàn cảnh nhà biểu diễn nhạc Walt Disney của Frank Gehry, Los Angeles.
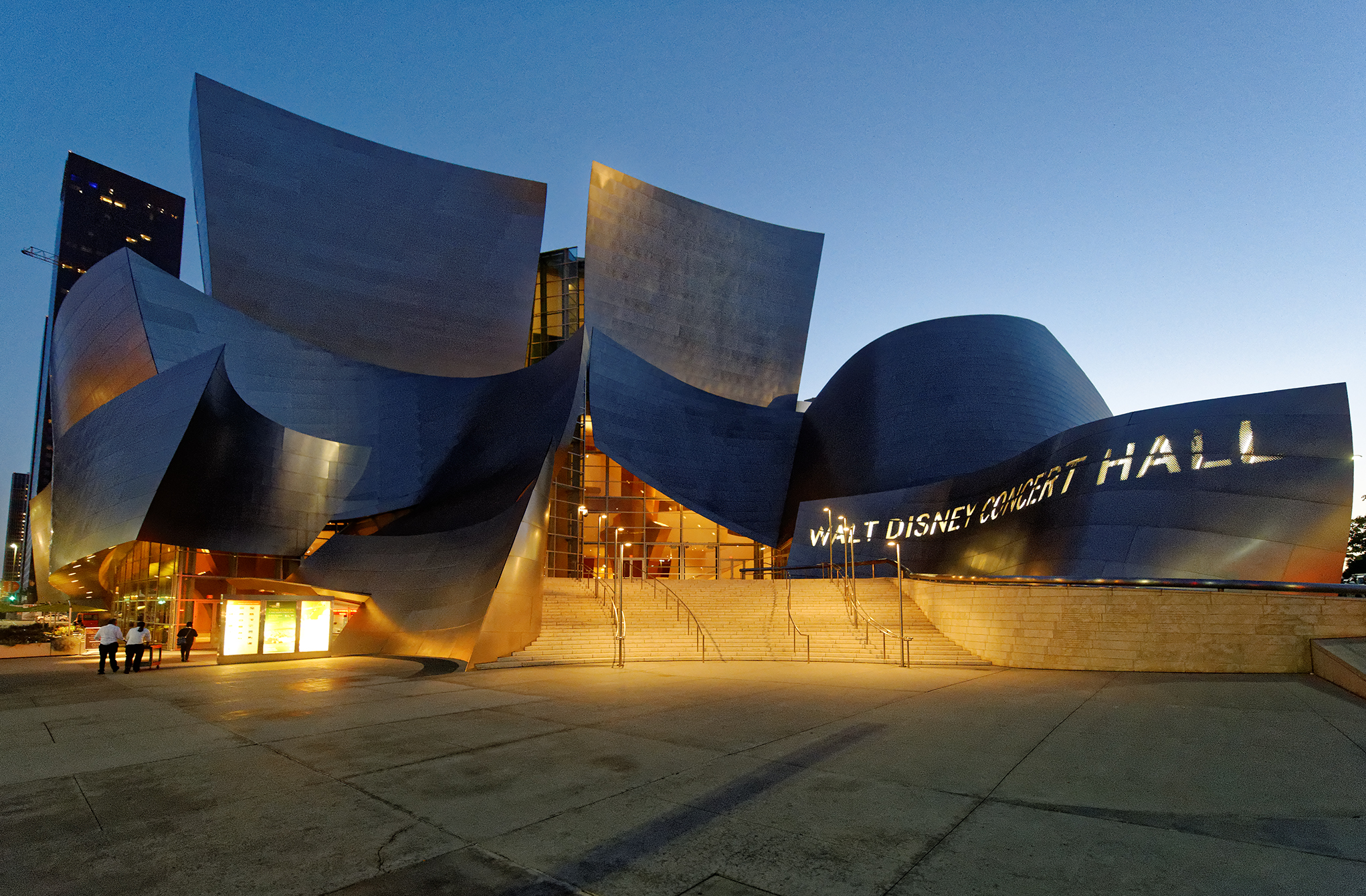
Nhà biểu diễn nhạc Walt Disney, hoàng hôn tháng 6 năm 2013
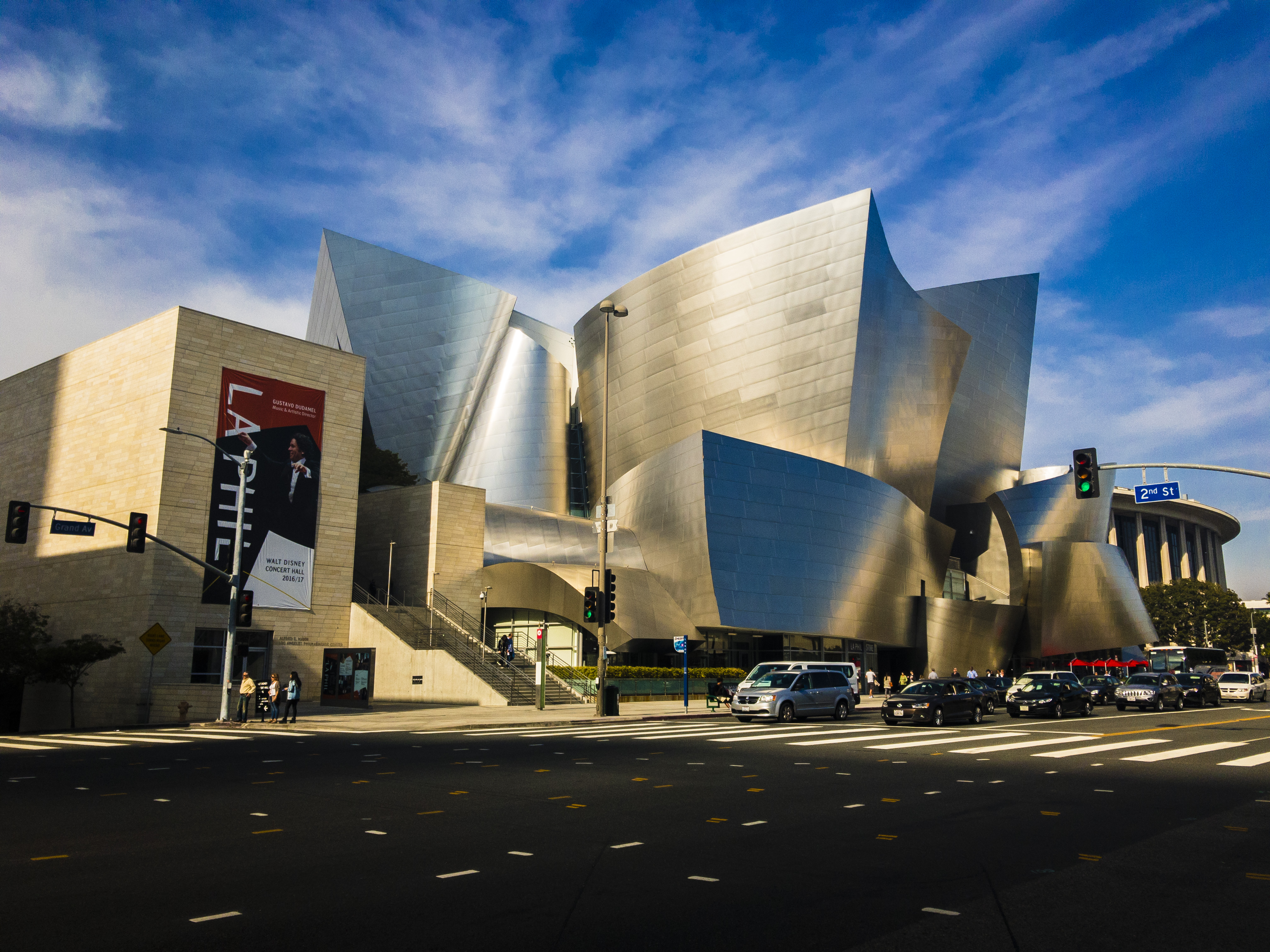
Nhìn từ góc đối diện của Grand Ave và 2nd Street
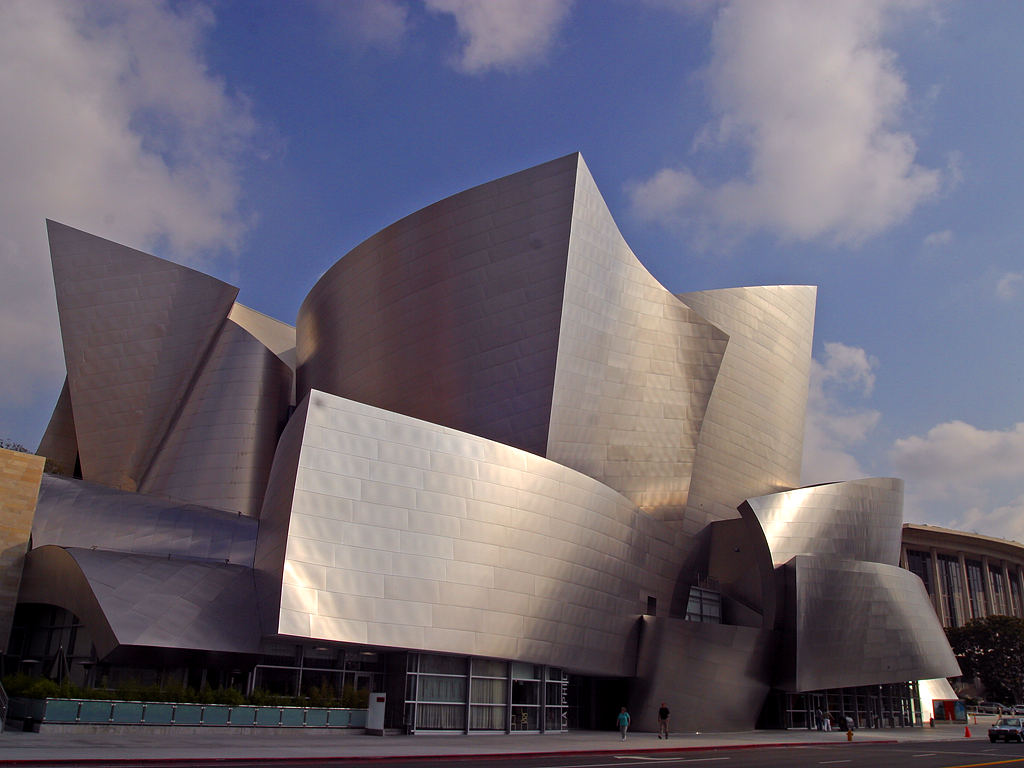
Hồ sơ nhìn từ Đại lộ Grand; Dorothy Chandler Pavilion ở bên phải phía sau
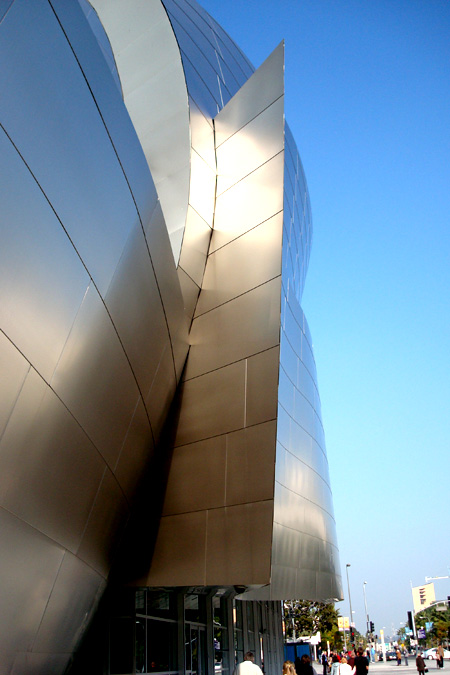
Chi tiết gần lối vào
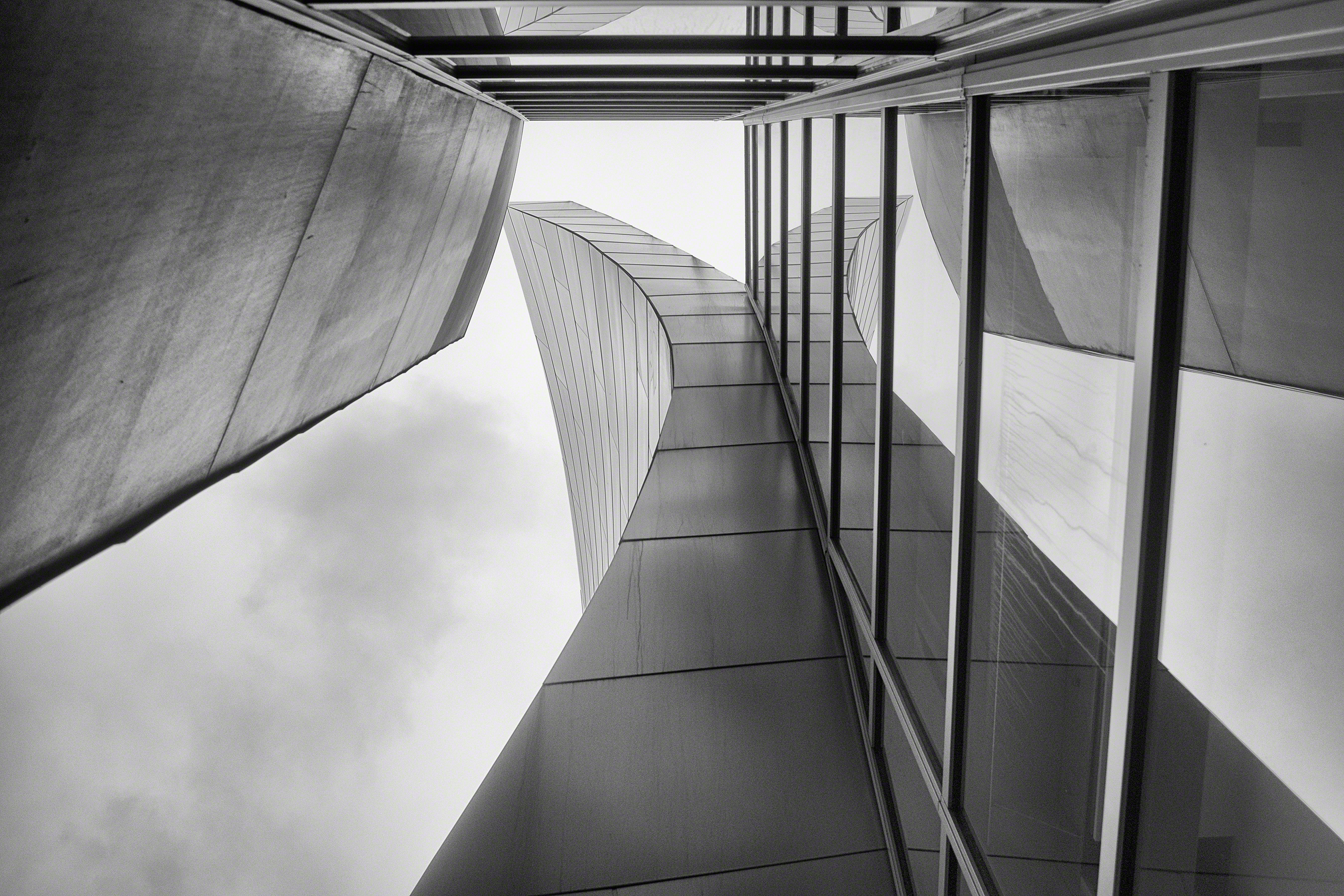
Chi tiết từ bên trong
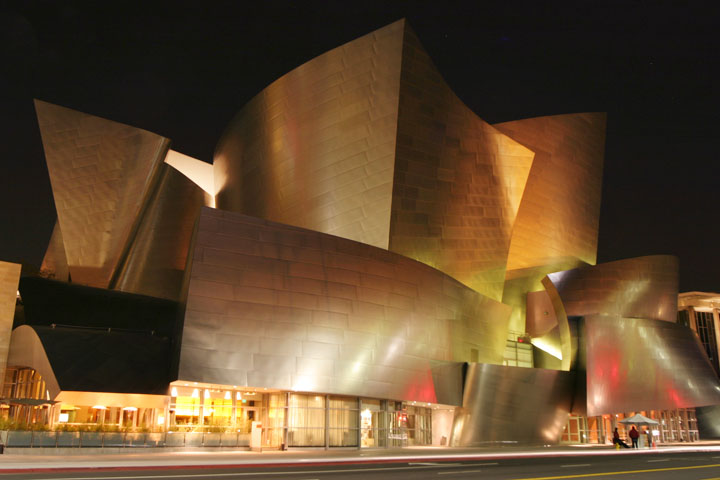
Cảnh về đêm
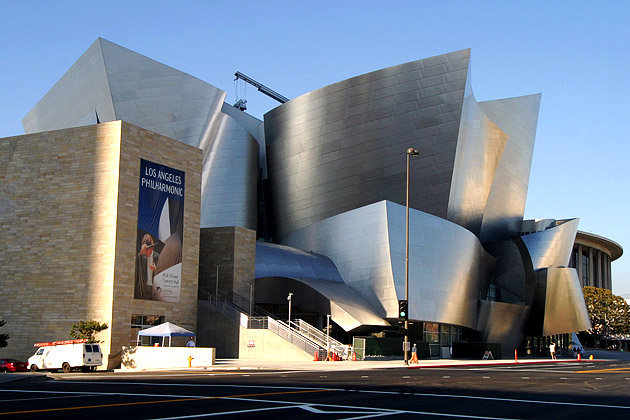
Cảnh nhìn từ hướng bắc
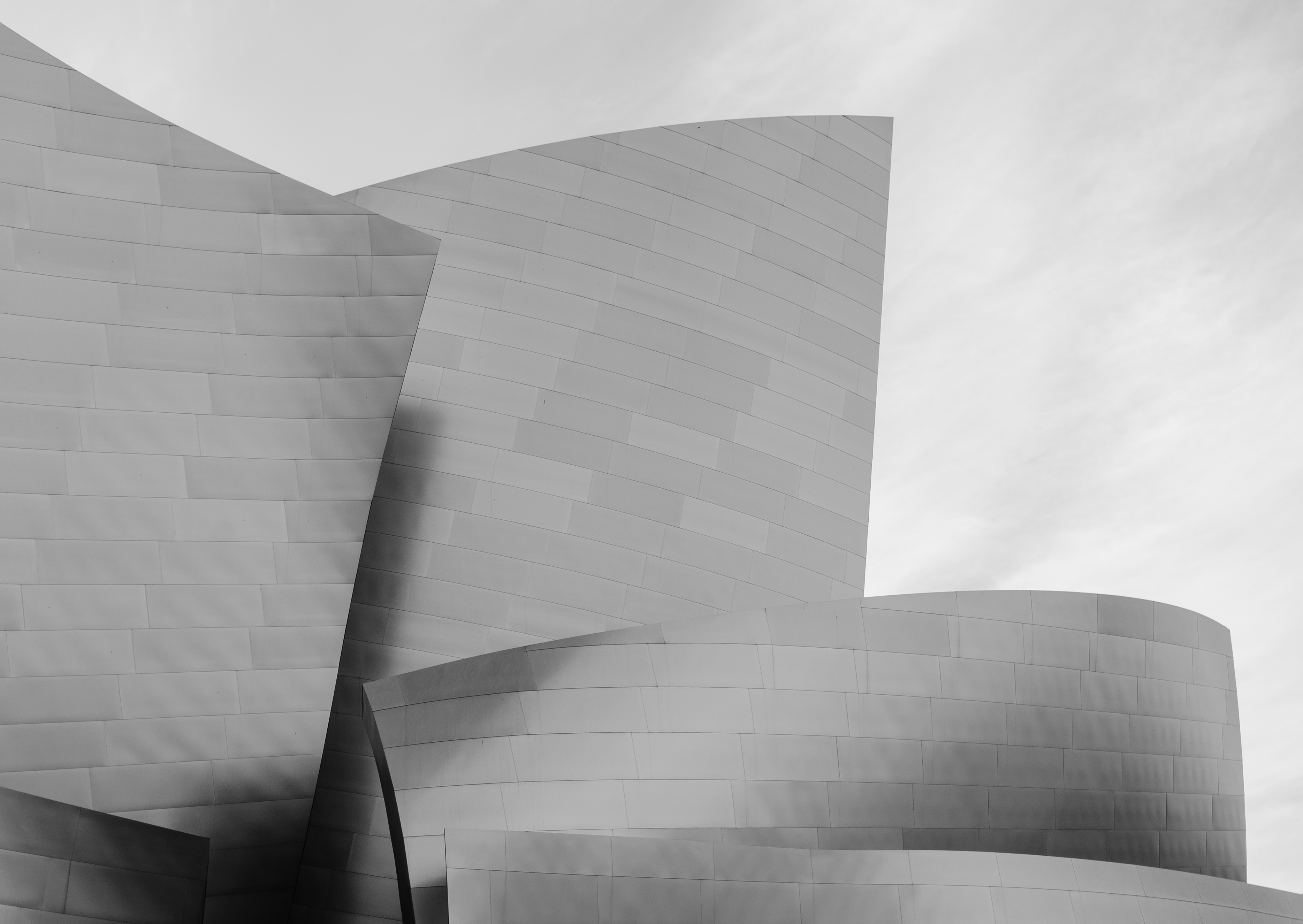
Chế độ xem từng phần
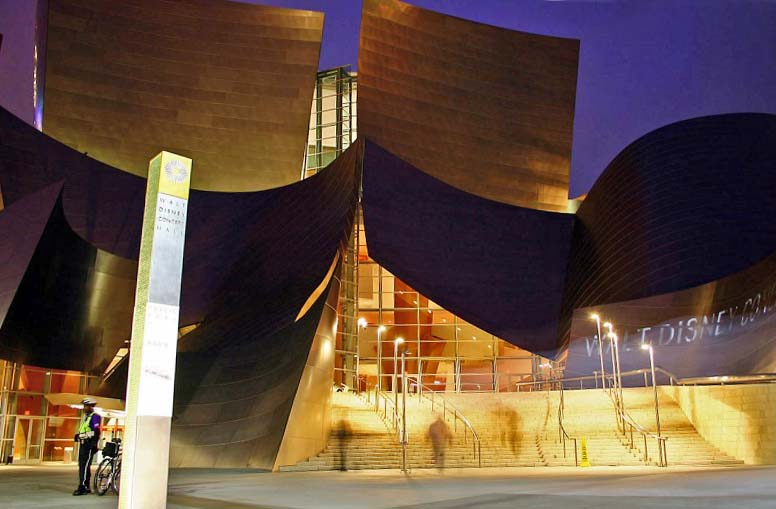
Cổng chính vào ban đêm
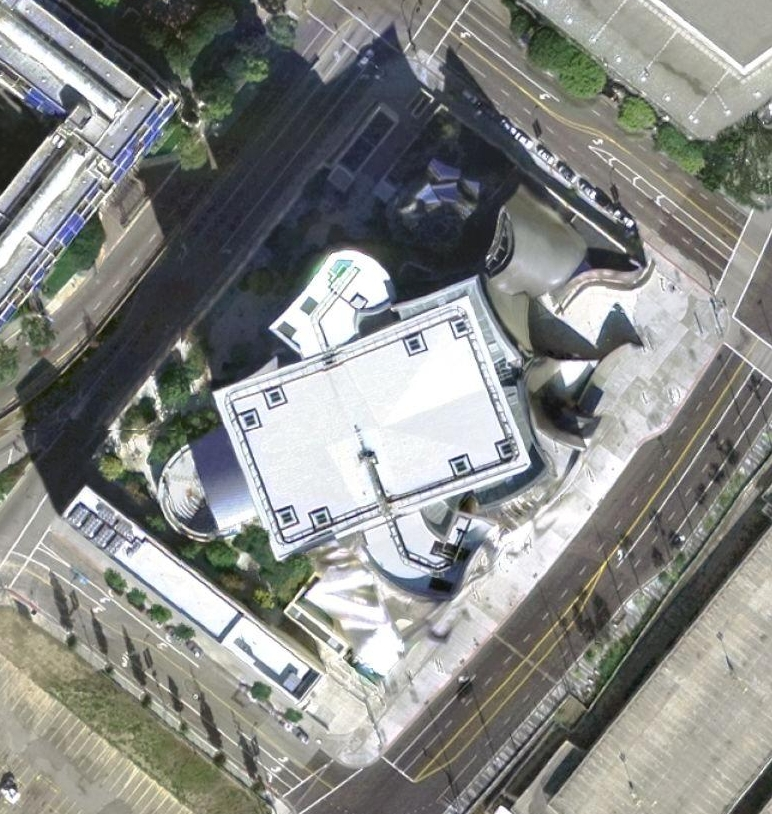
Nhìn từ vệ tinh
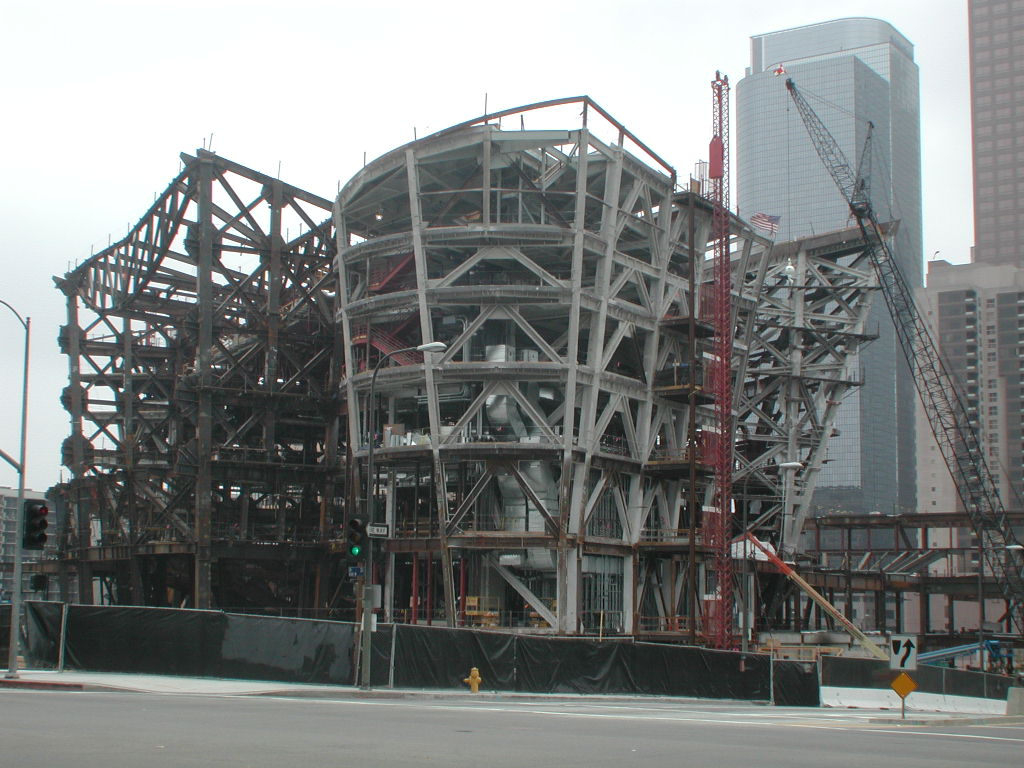
Trong quá trình xây dựng tháng 5 năm 2001
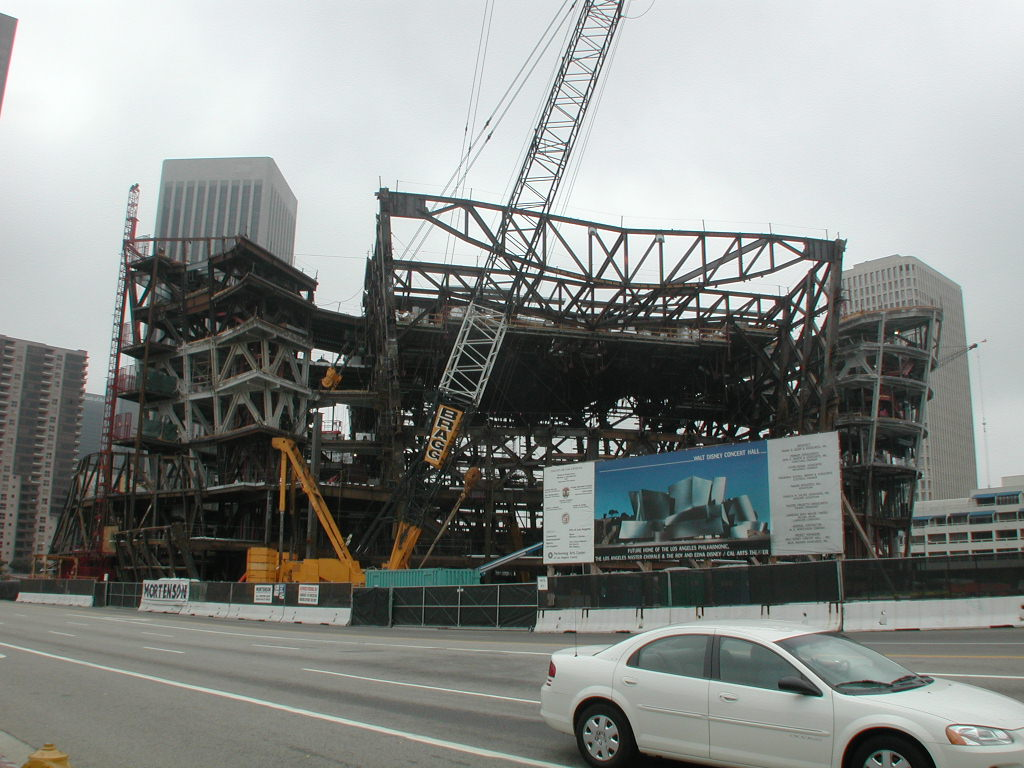
Trong quá trình xây dựng tháng 5 năm 2001